# Ядвіга Лушковська
Ядвіга Лушковська (пол. Jadwiga Łuszkowska; бл. 1616 Львів — після 20 травня 1648 Мереч, нині Меркіне, Литва) — донька львівського купця Яна Лушковського (пом.1627) і Анни (пом.1635), коханка короля Владислава IV Вази, мати його єдиного сина Владислава Константина.
За легендою на площі Ринок 1634 року король побачив у вікні кам'яниці Ядвіґу і закохався у її посмішку. Після смерті батька вона з матір'ю жили доволі бідно, але після знайомства мати заплатила 2000 злотих боргу, купила за 3000 злотих частину кам'яниці, отримала певні пільги. Після смерті матері король взяв її до свого двору, де її звали Ядвіжкою. Вона мала покої на 2-му поверсі Королівського замку. Примас, сенат вимагали одруження короля і припинення «публічної розпусти». Після одруження 1637 з Цецилією Австрійською король перевіз її до Уяздовського замку, але на вимогу королеви видав вагітну Ядвіжку заміж за хорунжого нурської землі у Мазовії Яна Виписького (пом. грудень 1647), поставивши його старостою Мерича у Литві. При дворі ходив жарт, що король дав Випиському не староство мерецьке (merecensem), а блудницю (meretricensem). Вацлав Потоцький звав її «Венерою з Меричу». Це не завадило королю часто приїздити на полювання до Мерича, де він зустрічався з Ядвіжкою. Зрештою він визнав їхнього позашлюбного сина Владислава Константина Ваза (1636—1698), якому він вистарався титул графа де Васен і який помер як останній представник роду Васа. Можливо, відносинам сприяло те, що троє дітей з першого шлюбу короля померли малолітніми. Попри друге одруження короля з Марією Гонзага 1645 король не забував овдовілої Ядвіжки, на руках якої помер 20 травня 1648 року у замку Мерича. Її подальша доля невідома. Через довголітню любов короля до міщанки були популярними оповідання про чаклунство, завдяки якому Ядвіжка приворожила Владислава Васа.